# 横田村 (新潟県西蒲原郡)
横田村（よこたむら）は、かつて新潟県西蒲原郡にあった村。

## 沿革
- 1889年（明治22年）4月1日 - 町村制施行に伴い西蒲原郡横田村が村制施行し、横田村が発足。
- 1901年（明治34年）11月1日 - 西蒲原郡笈砂村、熊森村と合併し、島上村を新設して消滅。